# Pavlina Apostolova
Pavlina Apostolova (mazedonisch Павлина Апостолова; * 16. Mai 1927 in Tetovo, Königreich der Serben, Kroaten und Slowenen; † 14. April 2018 in Skopje) war eine jugoslawische Opernsängerin (Sopran). Sie war die Primadonna der Opernbühne des Mazedonischen Volkstheaters in Skopje, zu deren Ensemble sie von 1950 bis 1983 gehörte.

## Leben
Sie erhielt Gesangsunterricht unter anderem bei Petar Bogdanov-Kočko sowie in Italien und in Wien. Sie kam insbesondere als Lyrischer Koloratursopran zum Einsatz. Ihr Debüt als Opernsängerin in Skopje hatte sie 1950 in der Rolle der Mimi in La Bohème von Giacomo Puccini. Weitere Rollen waren unter anderem Konstanze in Die Entführung aus dem Serail von Wolfgang Amadeus Mozart, Rosina in Der Barbier von Sevilla von Gioachino Rossini und Abigaille in Nabucco von Giuseppe Verdi; sie spielte auch in einigen zeitgenössischen Opern, auch von jugoslawischen Komponisten. Sie hatte Gastauftritte an allen wichtigen Opernhäusern Jugoslawiens.

## Werke
- Mojot pat vo operskata umetnost. 40 ostvareni ulogi na scenata na Makedonski naroden teatar, 2004 (ISBN 9989-2279-0-X)